# Benedikt Danek
Benedikt Georg Danek (* 24. August 1986 in Wien) ist ein österreichischer Basketballtrainer und ehemaliger -spieler.

## Spielerlaufbahn
Danek spielte für seinen Heimatverein BC Vienna 87 in der Jugend sowie in der Männermannschaft in der Wiener 1. Klasse, ehe er 2004 zu Arkadia Traiskirchen in die Bundesliga wechselte. Für die Niederösterreicher spielte er bis 2012 und war in dieser Zeit Jahr für Jahr einer der besten Vorlagengeber der Liga.
Er verließ Traiskirchen 2012 und ging zum BC Zepter Vienna. Mit diesem holte er 2012/13 den österreichischen Meistertitel. Nach zwei Jahren in Wien kehrte er nach Niederösterreich zurück und schloss sich erneut Traiskirchen an. In der Saison 2015/16, in der er Spieldurchschnitte von 10,1 Punkten sowie 6,7 Assists bilanzierte, wurde Danek als bester einheimischer Spieler der Liga (MVAP) ausgezeichnet. Im Sommer 2019 wechselte er zum BK Klosterneuburg. Danek gab im Mai 2021 nach 537 Bundesliga-Spielen seinen Rücktritt als Leistungsbasketballspieler bekannt. Mit 2930 Korbvorlagen setzte er sich in der ewigen Bestenliste der höchsten österreichischen Spielklasse an erste Stelle.

## Nationalmannschaft
Danek spielte 2006 in der österreichischen U20-Nationalmannschaft bei der B-Europameisterschaft in Lissabon und nahm mit der österreichischen Herrennationalmannschaft an den EM-Qualifikationsrunden für die Europameisterschaften 2009, 2013 und 2015 teil. Er war auch Mitglied der österreichischen Mannschaft, die ab Sommer 2017 in der europäischen Vorqualifikation und Qualifikation um die Teilnahme an der Weltmeisterschaft 2019 kämpfte. Insgesamt absolvierte er zwischen 2008 und 2018 52 Spiele in der Herrennationalmannschaft.

## Trainerlaufbahn
Danek wurde nach dem Ende seiner Spielerlaufbahn 2021 in der Klosterneuburger Nachwuchsarbeit als Trainer und Koordinator tätig. Im selben Jahr wurde er Assistenztrainer der österreichischen U18-Nationalmannschaft. 2022 wurde er mit derselben Aufgabe Mitglied des Trainerstabs der Herrennationalmannschaft und übernahm bei Österreichs U18-Auswahl das Cheftraineramt. Mit dieser erreichte er bei der U18-B-Europameisterschaft im Juli 2023 in Portugal den vierten Platz und schaffte im August 2024 in Nordmazedonien mit dem zweiten Platz den ersten Aufstieg der U18-Mannschaft Österreichs in die A-Division Europas seit 1986. In den Spielzeiten 2022/23 und 2023/24 war er Trainer von Vienna United PSV in der 2. Bundesliga. Im Juni 2024 gab Arkadia Traiskirchen die Verpflichtung von Danek als Cheftrainer der Superliga-Mannschaft für die Saison 2024/25 bekannt.